# Ŭnsan (stacja kolejowa)
Ŭnsan (kor. 은산역, Ŭnsan-yŏk) – stacja kolejowa w centralnej części Korei Północnej, na 67. kilometrze najdłuższej w kraju, 819-kilometrowej linii P’yŏngna, łączącej Pjongjang oraz specjalną strefę ekonomiczną Rasŏn. Znajduje się w administracyjnych granicach powiatu Ŭnsan (prowincja P’yŏngan Południowy).